# Letheobia kibarae
Rhinotyphlops kibarae là một loài rắn trong họ Typhlopidae. Loài này được De Witte mô tả khoa học đầu tiên năm 1953.